# مهسا جدی
مهسا جدی (زاده ۹ فروردین ۱۳۷۷، تهران) تکواندوکار ایرانی می‌باشد. او در رقابت‌های کیوروگی تکواندو انفرادی بانوان در بازی‌های آسیایی ۲۰۱۵ برنده مدال طلا شد و با کسب مدال نقره در بازی‌های انتخابی المپیک ۲۰۱۴ موفق به کسب سهمیه المپیک نوجوانان شد.

## جوایز و افتخارات[۳]
مدال برنز مسابقات قهرمانی نوجوانان آسیا در جاکارتا سال ۲۰۱۳
مدال برنز مسابقات قهرمانی نوجوانان جهان در چین تایپه سال ۲۰۱۴
مدال نقره مسابقات انتخابی المپیک نوجوانان در چین تایپه سال ۲۰۱۴
مدال طلا مسابقات قهرمانی نوجوانان آسیا در تایپه سال ۲۰۱۵
مدال برنز جام باشگاه‌های آسیا در شارجه سال ۲۰۱۶
مدال برنز مسابقات تکواندو قهرمانی آسیا در مانیلا سال ۲۰۱۶
مدال طلا جام فجر در ساری سال ۲۰۱۷

## اتصالات خارجی
- مهسا جدی در TaekwondoData.com (انگلیسی)
- مهسا جدی در اینستاگرام